# خط قرمز (فیلم ۱۹۹۶)
خط قرمز (به هندی: Bandish) یا محدودیت فیلمی محصول سال ۱۹۹۶ و به کارگردانی پرکاش جیها است. در این فیلم بازیگرانی همچون جکی شروف، جوهی چاولا، پارش راوال، شلیپا شیرودکار، هیمانی شیوپوری، گودی ماروتی ایفای نقش کرده‌اند.